# Tusciano
Il Tusciano è un fiume della Campania.

## Il corso del fiume
Nasce dal monte Polveracchio, attraversato il comune di Acerno, nel comune di Campagna costeggia il monte Costa Calda ed entra nel comune di Olevano sul Tusciano. Dopo aver attraversato gli abitati di Ariano e Monticelli attraversa Battipaglia ed il suo territorio fino a sfociare nel mar Tirreno in località Spineta.

## Gli affluenti
I suoi affluenti sono il Canale Acque Alte Tusciano a sinistra e i torrenti Cornea, Isca della Serra, Lama, Rialto e Vallemonio a destra.

## La centrale idroelettrica
Nella località detta Presa, all'interno del comune di Olevano sul Tusciano, una parte dell'acqua è convogliata verso un bacino che alimenta la centrale idroelettrica posta ad Ariano, frazione di Olevano. Tra i primi impianti idroelettrici in Italia, è stata costruita tra la fine dell'800 e i primi del '900, e la prima realizzata dalla SME nel sud. Il progetto originario è datato 1895.